# Ozero Vygoda
Ozero Vygoda (ryska: Озеро Выгода) är en sjö i Belarus.   Den ligger i voblasten Mahiljoŭs voblast, i den centrala delen av landet, 130 km sydost om huvudstaden Minsk. Ozero Vygoda ligger 143 meter över havet. Arean är 0,14 kvadratkilometer. Den sträcker sig 0,7 kilometer i nord-sydlig riktning, och 0,6 kilometer i öst-västlig riktning.
I omgivningarna runt Ozero Vygoda växer i huvudsak blandskog. Runt Ozero Vygoda är det glesbefolkat, med 15 invånare per kvadratkilometer.